# 안지호 (축구 선수)
안지호(1987년 4월 24일 ~ )는 대한민국의 축구 선수로서 포지션은 센터백이다. 현재 K3리그 화성 FC에서 활약하고 있다. 안현식이라는 이름을 쓰다가 2017년 현재 이름으로 개명하였다.

## 학력
- 연세대학교
- 보인정보산업고등학교
- 대신중학교

## 축구인 생활

### 선수 생활
2007년 11월, 2008 K리그 드래프트를 통하여 1순위로 대전 시티즌에 지명되어 입단하였으나, 시즌 시작 전에 이동원과의 맞트레이드로 인천 유나이티드로 이적하였다. 2008년 리그에서 14경기를 뛰며 팀 동료인 안재준과 함께 인천 유나이티드를 든든하게 지키는 수비수로서 자리매김하였다.
그러나 안현식은 선후배들의 승부조작을 논의하는 회식자리서 입막음용으로 200만 원을 받은 것이 화근이 되어 2011년 K리그 승부조작 사건에 연루되어 K리그 선수로서의 활동 및 모든 자격이 영구히 상실되는 중징계를 받게 되었으며, 자진신고한 점이 참작되어 2년간 보호관찰 후 복귀 심사를 거치기로 했다. 경남 FC는 안현식에 대한 처벌로 팀에서 방출했다. 프로축구연맹의 징계 감경으로 예정보다 6개월 일찍 징계가 해제되었고 2014년 고양 Hi FC에 입단하였다. 고양의 서포터스 알타이르는 이에 반발하여 성명서를 발표하고 서명 운동을 진행하였다. 2015 시즌을 앞두고 대전 시티즌으로 이적하려고 했으나 많은 대전 시티즌 팬들의 반발로 결국은 무산되었다.
이후 2016년 자유계약으로 강원 FC에 입단하였다.
5월 27일 고양 자이크로 FC와의 경기서 결승골을 기록하며 강원 입단 후 첫골을 기록하였고, K리그 챌린지 12라운드 베스트일레븐에 선정되었다.
K리그2 2018 시즌을 앞두고 서울 이랜드 FC로 이적하였다. 3라운드 대전 시티즌과의 원정 경기에서 후반 8분 경, 세트피스 공격에 나선 와중에 대전 수비수 조태근과 몸싸움을 벌이다 주먹으로 조태근의 가슴을 치는 파울을 범했다. 처음에는 주심이 상황 판단을 하지 못했으나, 이내 VAR 판정이 내려졌고, 안지호는 다이렉트 퇴장을 당하게 되었다. 5월 19일 부천 FC 1995와의 K리그2 12라운드 원정 경기에서 80분 경 우측 코너킥 상황에서 최오백이 올린 공을 그대로 헤더를 한 것이 득점으로 연결되었고, 서울 이랜드에서의 첫 골을 기록하였다. 10월 7일 성남 FC와의 31라운드 원정 경기에서, 86분 경 코너킥 상황에서 헤더로 골문 앞으로 돌려놓은 공을 조찬호 선수가 득점으로 연결시키면서, 안지호의 서울 이랜드에서의 첫 어시스트가 기록되었다.
2019 시즌을 앞두고, 서울 이랜드 FC의 주장으로 발탁되었다.
2020시즌을 앞두고 K3리그의 강릉시청으로 이적했다.

## 경력

### 선수 경력
- 2008년  대전 시티즌
- 2008년 ~ 2010년  인천 유나이티드
- 2011년  경남 FC
- 2014년 ~ 2015년  고양 Hi FC
- 2016년 ~ 2017년  강원 FC
- 2018년 ~ 2019년  서울 이랜드 FC
- 2020년  강릉시청
- 2021년 ~ 현재  경주 한국수력원자력